# 258-я стрелковая дивизия (1-го формирования)
258-я стрелковая дивизия — воинское соединение Вооружённых Сил СССР, принимавшее участие в Великой Отечественной войне. В январе 1942 года преобразована в 12-ю гвардейскую стрелковую дивизию.

## История
Дивизия была сформирована в г. Орле в июле 1941 года под командованием комбрига К. П. Трубникова. В составе 50-й армии 258-я стрелковая дивизия принимала участие в оборонительных боях под Брянском в августе — октябре 1941 года. Когда при отходе от Брянска 50 армия попала в окружение, то именно 258-я стрелковая дивизия пробила коридор в заслонах противника на реке Рессета и способствовала выходу остаткам 50-й армии из окружения.
258-я стрелковая дивизия принимала участие в оборонительных боях под Тулой в ноябре — декабре 1941 года, когда немецкие части были остановлены, а потом отброшены от Тулы. За время боёв с сентября по ноябрь 1941 года от первоначальной численности личного состава 258-й стрелковой дивизии осталось меньше 10 %. После пополнения командиром 258-й стрелковой дивизии стал полковник М. А. Сиязов.
5 и 6 декабря 1941 года дивизия принимала участие в боях на шоссе Москва-Тула. Вместе с другими соединениями 50-й армии она участвовала в Калужской наступательной операции в декабре 1941 — январе 1942 года и в освобождении от немецких войск города Калуги 30 декабря 1941 года.
В январе 1942 года 258-я стрелковая дивизия была преобразована в 12-ю гвардейскую стрелковую дивизию.

## Состав
- 405-й (954-й) стрелковый полк
- 991-й стрелковый полк
- 999-й стрелковый полк
- 841-й артиллерийский полк
- 342-й отдельный истребительно-противотанковый дивизион
- 361-я разведывательная рота
- 557-й сапёрный батальон
- 737-й отдельный батальон связи
- 305-й медико-санитарный батальон
- 304-я отдельная рота химзащиты
- 732-й автотранспортный батальон
- 388-я полевая хлебопекарня
- 650-й дивизионный ветеринарный лазарет
- 957-я полевая почтовая станция
- 841-я полевая касса Госбанка

## Подчинение
| На дату    | Фронт (округ)           | Армия      |
| ---------- | ----------------------- | ---------- |
| 01.08.1941 | Орловский военный округ |            |
| 01.09.1941 | Брянский фронт          | 50-я армия |
| 01.10.1941 | Брянский фронт          | 50-я армия |
| 01.11.1941 | Брянский фронт          | 50-я армия |
| 01.12.1941 | Западный фронт          | 50-я армия |
| 01.01.1942 | Западный фронт          | 50-я армия |

## Командиры
- Трубников, Кузьма Петрович (10.07.1941 — 16.11.1941), комбриг.
- Сиязов, Михаил Александрович (17.11.1941 — 05.01.1942), полковник.

## Память
Дивизия упомянута на плите мемориального комплекса «Воинам-сибирякам», Ленино-Снегирёвский военно-исторический музей.
- «Защищая Москву, они стали гвардейскими» — на плите мемориального комплекса «Воинам-сибирякам».
- Мемориальный комплекс «Воинам-сибирякам», Ленино-Снегирёвский военно-исторический музей.
- Схема обороны р. Угость 999 сп 258 сд в сентябре-октябре 1941 г.